# Zion’s Hill
Zion’s Hill, Zions Hill (hist. Hell’s Gate) – wieś na wyspie Saba, w Holandii Karaibskiej. Liczy 437 mieszkańców (1 stycznia 2024) i jest trzecią pod względem liczby mieszkańców na wyspie. Leży w północno-wschodniej części wyspy. Produkowany jest tutaj dość mocny rum.
Nazwę wsi zmieniono po tym, jak mieszkańcy miejscowości wraz z przedstawicielami kościoła poskarżyli się gubernatorowi.
W 1962 r. wybudowano tutaj katolicki kościół (Holy Rosary).

## Demografia
| Rok  | Liczba mieszkańców |
| ---- | ------------------ |
| 2001 | 283                |
| 2010 | 318                |
| 2024 | 437                |

## Turystyka
W Zion’s Hill jest park narodowy Saba National Marine Park, znajduje się tutaj dawna kopalnia siarki.

## Transport
W północnej części wsi znajduje się port lotniczy Juancho E. Yrausquin.